# Hyalella azteca
Hyalella azteca is een vlokreeftensoort uit de familie van de Hyalellidae. De wetenschappelijke naam van de soort werd in 1858 voor het eerst geldig gepubliceerd door Henri de Saussure. Het is een wijdverspreid en overvloedig soort van vlokreeftjes in Noord-Amerika.

## Beschrijving
Hyalella azteca is een relatief kleine soort met de typische lichaamsvorm van vlokreeftjes; mannetjes bereiken een lengte van acht millimeter en vrouwtjes zes millimeter. Het kan worden onderscheiden van soorten van de onderorde Gammaridea (met het grote geslacht Gammarus) door de relatief korte eerste antennes, die ongeveer dezelfde lengte bereiken als de tweede antennes en waarbij het kleine, accessoire flagellum ontbreekt, en door de ontbrekende palp van de onderkaken en de uit één stuk bestaande accessoire palp van de eerste bovenkaak. De palp van de kaakpoot (maxillipede) is vijfsegmentig, met een lang en slank eindsegment. De eerste twee tot drie segmenten van het pleon hebben een duidelijke tand aan de bovenzijde. Het stamgedeelte (Peraeon) draagt grote coxale platen met doornen aan de onderrand. Het telson is aan het uiteinde afgerond, niet ingesneden of gespleten, en draagt twee grote stekels. De soort is moeilijk te onderscheiden van andere soorten van het geslacht, zelfs buiten het soortencomplex H. azteca, en kan alleen worden onderscheiden door gedetailleerde kenmerken van de borstelharen (chaetotaxy), de verhoudingen van de antenne-ledematen en de verhoudingen van bepaalde lichaamsledematen zoals als delen van de monddelen en de urosomen.

## Verspreiding en leefgebied
Hyalella azteca is wijdverspreid in meren en rivieren in Midden-Amerika, het Caraïbisch gebied en Noord-Amerika; het verspreidingsgebied strekt zich uit tot de boomgrens in het noorden van Canada. Het wordt beschouwd als een indicator voor watervervuiling, maar diens zuurstofbehoefte is aanzienlijk lager dan die van de inheemse vlokreeftjes. In Zuid-Amerika wordt hij verdrongen door andere soorten, zoals Hyalella armata uit het Titicacameer.
Er is momenteel geen bevestigd bewijs dat deze soort in het wild in Europa voorkomt, hoewel de soort volgens onbevestigde berichten hij al enkele jaren in tuinvijvers leeft en hier ook overwintert. Omdat hij als aquarium- en proefdier wordt gehouden, wordt een introductie in de komende jaren niet onwaarschijnlijk geacht.
Zijn dieet bestaat voornamelijk uit plantaardig afval (bijvoorbeeld gevallen bladeren); andere voedselbronnen zoals algen en aas worden ook opportunistisch gebruikt. Voor veel watervogels is H. azteca een belangrijk bron van voedsel. In Saskatchewan werd waargenomen dat 97% van het dieet van vrouwelijke Amerikaanse grote zee-eend (Melanitta deglandi) uit H. azteca bestaat. Ook maakt het een aanzienlijk deel uit van het dieet van kleine toppereend (Aythya affinis).